# Vladimir Shalaev

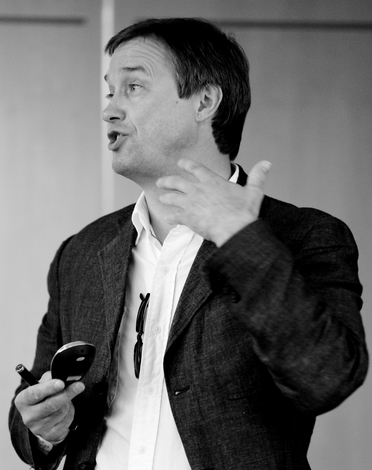
Vladimir Shalaev

Vladimir M. Shalaev (russisch Владимир Михайлович Шалаев, Wladimir Michailowitsch Schalajew; * 18. Februar 1957) ist ein russisch-US-amerikanischer Physiker, der sich mit Nanophotonik, Metamaterialien und Plasmonik befasst.
Shalaev machte 1979 seinen Diplomabschluss an der Universität von Krasnojarsk und promovierte dort 1983. Danach forschte er als Assistenzprofessor an der Staatlichen Universität Krasnojarsk. 1990/91 war er an der Universität Heidelberg und 1991 bis 1993 an der University of Toronto. 1993 wurde er Associate Professor und 1997 Professor an der New Mexico State University. 2001 wurde er Professor an der Purdue University. Seit 2004 ist er dort Robert and Anne Burnett Professor of Electrical and Computer Engineering und außerdem seit 2005 Professor für Biomedical Engineering.
2007 stellte er das erste Metamaterial (optisches Material mit negativem Brechungsindex) im nahen infraroten Spektralbereich vor.
2010 erhielt er den Willis-E.-Lamb-Preis und den Max Born Award. Er ist Fellow der American Physical Society und der Optical Society of America. 2025 wurde Shalaev zum Mitglied der National Academy of Engineering und zum Mitglied der American Academy of Arts and Sciences gewählt.

## Schriften
- mit Andrey Sarychev Electrodynamics of Metamaterials, World Scientific 2007
- Herausgeber mit S. Kawata Nanophotonics with Surface Plasmons , Advances in Nano-Optics and Nano-Photonics, Elsevier, 2007
- Nonlinear Optics of Random Media: Fractal Composites and Metal-Dielectric Films, Springer Tracts in Modern Physics, Band 158, Springer, Verlag 2000
- als Herausgeber: Optical Properties of Random Nanostructures, Springer Verlag, Topics in Applied Physics, Band 82, 2002
- Herausgeber mit M. Moskovits Nanostructured Materials: Clusters, Composites, and Thin Films, ACS Symposium Series, Band 679, ACS Books, 1997
- Herausgeber mit S. Kawata Tip Enhancement, Advances in Nano-Optics and Nano-Photonics, Elsevier, 2007